# Железняк (река)
Железняк — речка в Монастырщинском районе Смоленской области России. Левый приток Вихры.
Длина 23 км. Исток у деревни Ермаковка Монастырщинского района Смоленской области. Общее направление течения на север. Протекает через деревни Железняк, Коровино, Белая Гора, Баньковщина, Посохля, Завидовка, Александровка, Ново-Внуково, Дудино и впадает в Вихру в пределах посёлка Монастырщина.
В Железняк впадает несколько небольших ручьёв. Возле Монастырщины на реке большой пруд.